# Албешти-Муру (Прахова)
Албешти-Муру (рум. Albești-Muru) насеље је у Румунији у округу Прахова у општини Албешти-Палеологу. Oпштина се налази на надморској висини од 117 m.

## Становништво
Према подацима из 2002. године у насељу је живело 1124 становника, од којих су сви румунске националности.